# Mordtälerbach
Der Mordtälerbach ist ein größtenteils die Mordtäler, im Unterharz westlich von Friedrichshöhe, durchfließender rechter Nebenfluss der Selke.

## Natur
Der Mordtälerbach durchfließt in seinem Verlauf zum überwiegenden Teil das Naturschutzgebiet Oberes Selketal. Vor Einrichtung des NSG gehörten die geschützten Bereiche in den Mordtälern zum FND 0028QLB „Mordtal westlich Friedrichshöhe“. Hier gibt es Vorkommen von Pfeifengraswiesen – im engen Kontakt zu Borstgrasrasen und Bergwiesen. Der Managementplan für das FFH-Gebiet „Selketal und Bergwiesen bei Stiege“ sieht bei Beweidung des bachangrenzenden Grünlandes das Einrichten von Gewässerschonstreifen durch auszukoppeln des Bachufers auf einer Breite von mindestens 2 m sowie das die Entfernung von Fichtenästen vor.
Das in Deutschland häufige, im Ostharz jedoch kaum vorkommende, Berg-Ehrenpreis wächst im Bachverlauf.

## Verlauf

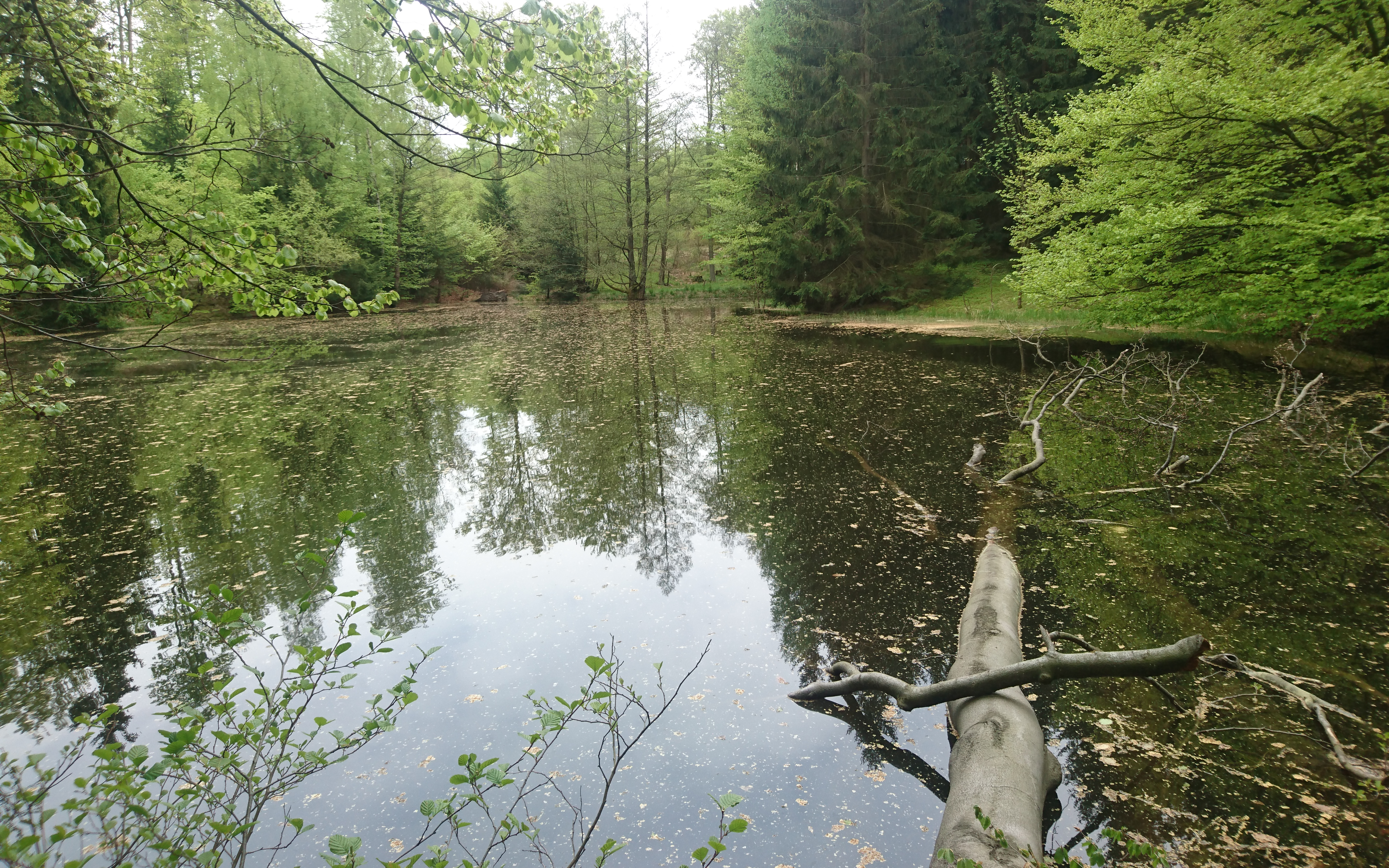
Stauteich am mittleren Quellarm

Der kleine Bach entspringt im Langeleich, etwas nördlich des Heidelbergs aus drei Quellarmen – der mittlere und höchstgelegene auf einer Höhe von 527 m ü. NN.
Nach 420 Metern Länge wird der Quellarm in einem möglicherweise namenlosen Teich aufgestaut – knapp außerhalb des NSG. Die Dammlänge des Teichs beträgt 38 Meter, die Teichfläche 15,5 Ar. Ein altes Schild aus DDR-Zeiten am Teich weist darauf hin, dass dies ein Betriebsgewässer des StFB Ballenstedt (Staatlicher Forstwirtschaftsbetrieb) war. Zumindest zur Zeit der Aufhängung war hier Angeln und Baden verboten.
Weitere Quellarme entspringen auf 521 m ü.NN (links) bzw. 513 m ü.NN (rechts). Der linke Quellarm hat nach etwa 410 Metern Länge einen winzigen linken Zufluss und vereinigt sich nach insgesamt ≈540 m mit dem mittleren Quellarm. Der Rechte entsteht aus zwei Quellen in je etwa 513 Meter Höhe. Der rechte Quellarm ist knapp 400 Meter lang. Die Quellen liegen eingebettet in Quellsümpfe.